# كنيس غزة

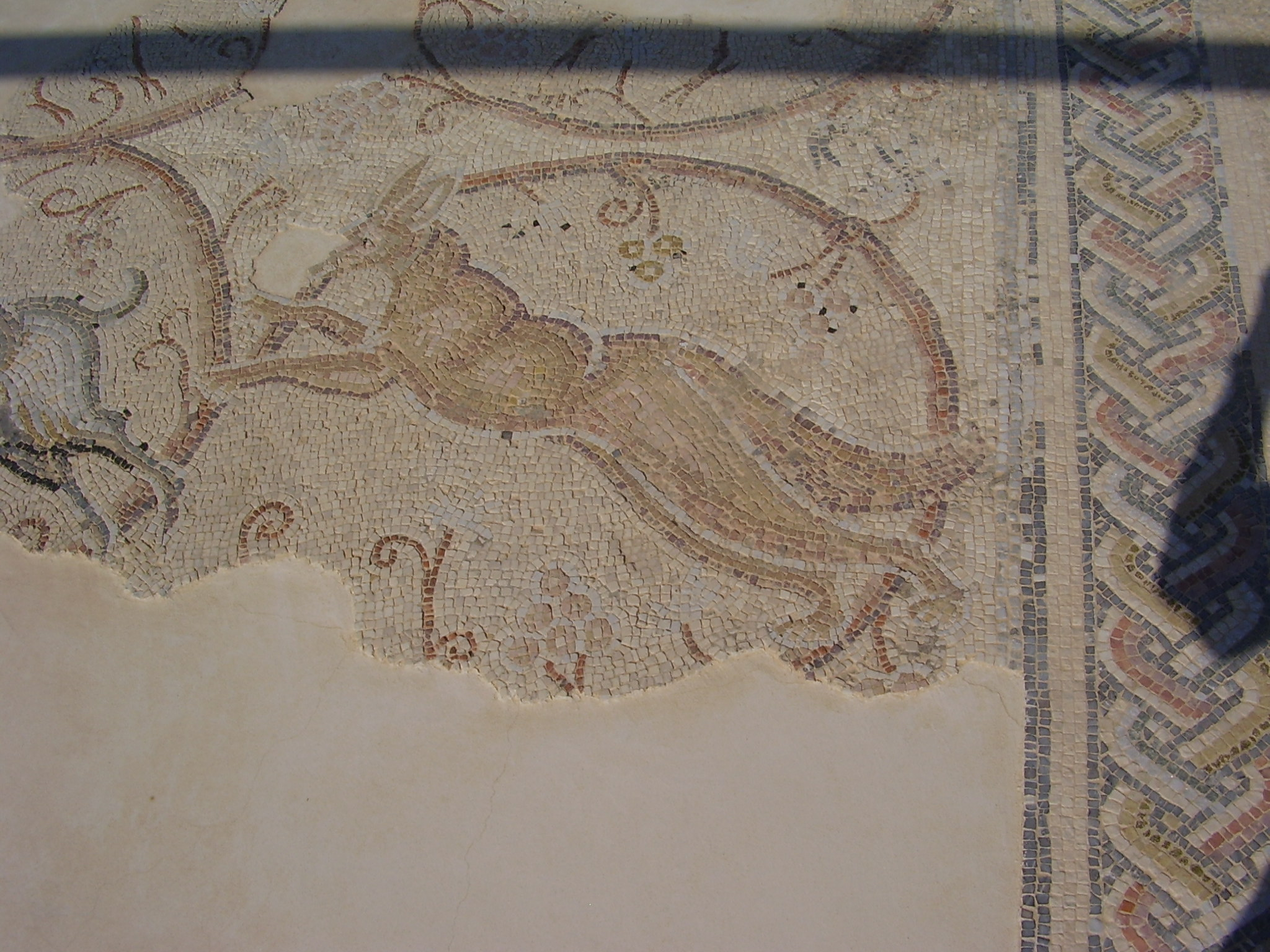
قسم من فسيفساء الكنيس

كنيس غزة القديم (بالإنجليزية: ancient synagogue of Gaza) بني في عام 508 ميلادي خلال الفترة البيزنطية واكتشف في عام 1965، كان يقع في مدينة غزة الساحلية القديمة، والمعروفة باسم "مايوماس"، حاليًا حي الرمال في مدينة غزة.

## التاريخ
في عام 1965، اكتشف علماء الآثار المصريون الموقع وأعلنوا أنهم اكتشفوا كنيسة، في وقت لاحق تم العثور على فسيفساء للملك داود وهو يرتدي التاج ولعب القيثارة المسمى باللغة العبرية، كانت الفسيفساء مؤرخة من عام 508 حتى عام 2009، وبلغ ارتفاعها 3 أمتار (9.8 قدم) وعرضها 1.9 متر (6.2 قدم)، تم وصفه في الأصل على أنه يصور قديسة تعزف القيثارة، ذكر علماء الآثار المصريون أن الفسيفساء كانت في الواقع فسيفساء أورفيوس، إله يوناني كان مرتبطًا بشكل عام بالمسيح أو بالملك داود واستخدم في الفن البيزنطي، بعد وقت قصير من اكتشاف الفسيفساء، تم تلطيخ وتشويه وجه الشخصية الرئيسية، عندما استولت إسرائيل على قطاع غزة في حرب الأيام الستة عام 1967، تم نقل الفسيفساء إلى متحف إسرائيل لترميمها.
يتم عرض أرضية الفسيفساء للكنيس في متحف السامري الصالح، الواقع على طريق القدس - أريحا بالقرب من معاليه أدوميم.

## الوصف

### أرضية الفسيفساء
تُظهر اللوحة الشهيرة لأرضيات الفسيفساء الملك داود، المسمى في نقش عبري كتب عليه «ديفيد»، بينما كان يجلس ويلعب قيثارة مع عدد من الحيوانات البرية يستمع أمامه بشكل متأمل، تمثل الأيقونات مثالاً واضحًا على تصوير الملك داود في موقف الموسيقي اليوناني الأسطوري أورفيوس.